# Agnes Douglas
Lady Agnes Douglas, contessa di Argyll (Castello di Loch Leven, 1574 – 3 maggio 1607), è stata una nobildonna scozzese.

## Biografia
Era la figlia di William Douglas, VI conte di Morton, e di sua moglie, Agnes Leslie. Lei e le sue sorelle erano famose per la loro bellezza in tutta la Scozia, tanto  che erano conosciute come le "perle di Lochleven".
I suoi nonni paterni erano Sir Robert Douglas e Margaret Erskine, una ex amante di Giacomo V di Scozia, e i suoi nonni materni erano George Leslie, IV conte di Rothes e Margaret Crichton, una figlia illegittima della principessa Margherita, la sorella più giovane di Giacomo III. 
Prima della sua nascita, dal giugno 1567 fino alla sua fuga nel maggio 1568, la regina Maria, fu prigioniera al Castello di Loch Leven, dove suo padre servì in qualità di custode e sua madre era una dama di compagnia della regina. La regina fuggì dal castello  con l'aiuto di George Douglas, zio di Agnes, e Willy Douglas, un cugino che risiedeva nel castello.
Suo padre successe alla contea di Morton nel 1588 alla morte di Archibald Douglas, V conte di Morton. Il titolo venne perduto nel 1581, quando James Douglas, IV conte di Morton, reggente di Scozia, venne giustiziato per aver preso parte all'omicidio di Enrico Stuart, Lord Darnley nel 1567. Fu ridato alla famiglia Douglas nel 1586.

## Matrimonio
Sposò, il 24 luglio 1592, Archibald Campbell, VII conte di Argyll, figlio di Colin Campbell, VI conte di Argyll e di Agnes Keith. Ebbero tre figli: 
- Lady Annabel (?-1652), sposò Robert Kerr, II conte di Lothian, ebbero due figlie;
- Lady Anne (?-14 giugno 1638), sposò George Gordon, II marchese di Huntly, ebbero otto figli;
- Archibald Campbell, I marchese di Argyll (1607-27 maggio 1661).

Agnes, che era una cattolica, fu la ragione per la quale suo marito si convertì alla fede cattolica nel 1618, undici anni dopo la sua morte.

## Morte
Agnes morì il 3 maggio 1607, un mese dopo la nascita del suo unico figlio. Suo marito sposò, in seguito, Anne Cornwallis, dalla quale ebbe altri tre figli.